# Cratere Cusanus
Cusanus è un cratere lunare di 60,87 km situato nella parte nord-orientale della faccia visibile della Luna. vicino al margine dell'emisfero. Dalla Terra appare assai elongato per effetto prospettico e la sua visibilità è influenzata dalle librazioni lunari.
Il bordo di questo cratere è stato eroso e consumato da una moltitudine di impatti minori, ma sono ancora visibili dei terrazzamenti lungo le pendici interne, anche se molto meno marcati di quanto dovessero essere in origine. Una coppia di piccoli crateri intacca il bordo orientale, e vi è un modesto rigonfiamento lungo il margine interno ad ovest. Il margine settentrionale di Cusano è quasi unito al bordo sud-sud-orientale del più grande cratere Petermann.
Il pianoro interno è stato ricoperto da una colata lavica, e si presenta piano e privo di caratteristiche. La lava non ha comunque raggiunto uno spessore tale da influenzare significativamente le pendici interne.
Il cratere è dedicato al filosofo, matematico e astronomo tedesco Nicola Cusano.

## Crateri correlati
Alcuni crateri minori situati in prossimità di Cusanus sono convenzionalmente identificati, sulle mappe lunari, attraverso una lettera associata al nome.
| Cusanus | Coordinate            | Diametro (in km) |
| ------- | --------------------- | ---------------- |
| A       | 70°34′48″N 63°57′36″E | 16,81            |
| B       | 70°05′24″N 65°02′24″E | 21,13            |
| C       | 70°29′24″N 61°18′36″E | 23,45            |
| E       | 71°43′48″N 73°07′12″E | 10,25            |
| F       | 70°35′24″N 73°39′00″E | 12,01            |
| G       | 69°55′48″N 77°00′36″E | 10,57            |
| H       | 69°25′48″N 59°35′24″E | 8,3              |